# Orazi e Curiazi (Mercadante)
Orazi e Curiazi (títol original en italià; Horacis i Curiacis) és una òpera (tragèdia lírica) en tres actes amb música de Saverio Mercadante i llibret en italià de Salvadore Cammarano, que es basa en la llegenda romana del combat dels Horacis i Curiacis. Es va estrenar al Teatro San Carlo de Nàpols el 10 de novembre de 1846.
A Catalunya es va estrenar el 24 d'agost de 1848 al Gran Teatre del Liceu de Barcelona.